# Bellis caerulescens
Bellis caerulescens là một loài thực vật có hoa trong họ Cúc. Loài này được (Cosson) Coss. ex Ball mô tả khoa học đầu tiên năm 1878.